# Hemel Nr. 7
Hemel Nr. 7 is het derde soloalbum van Guus Meeuwis.
In oktober 2006, vier maanden na zijn concertreeks in het Philips Stadion, maakte het management van Meeuwis bekend dat er een poliep ontdekt was op zijn linkerstemband. De laatste maanden van het jaar moest hij rust houden en werden alle optredens en promotionele activiteiten afgelast. Dat betekende ook een flinke vertraging voor de voorbereidingen van zijn nieuwe album. In april 2007 kwam de eerste single van het album, Tranen gelachen, op één binnen in de Nederlandse Top 40, waar het twee weken bleef staan. Eind augustus lanceerde hij als voorproefje van het album de tweede single, Proosten, die de derde plaats in de Top 40 heeft weten te bereiken. De single is verkrijgbaar in drie delen, waar steeds naast de single enkele live-tracks op staan. Eén deel bevat het nummer Bondgenoot dat hij tijdens zijn stadionconcerten samen zong met Acda & De Munnik. Single nummer drie van het album, Genoten, haalde de top 40 niet en bleef steken in de tipparade op nummer 4. De release van deze single was gelijktijdig met die van zijn dvd Groots met een Zachte G, de live-registratie van zijn gelijknamige concerten in juni 2007. Hemel Nr. 7 werd één dag na de release al bekroond met een gouden plaat, wat inhoudt dat er minstens 40.000 exemplaren van verkocht zijn.

## Trivia
- Neem Je Steeds Mijn Hart Weer Mee is een vertaling van Guus' hand van het nummer You Steal My Heart Away van Van Morrison.
- In augustus 2009 staat het album voor de 76e week in de Album Top 100, waarmee Hemel Nr. 7 het langstgenoteerde album van Meeuwis is.

## Tracklist
1. "Tranen gelachen" (G. Meeuwis, J. Roy, J. Rozenboom) – 3:19
2. "Bij Elkaar" (G. Meeuwis, J. Roy) – 4:32
3. "1000 Kleine Stukjes" (J.Poels, G. Meeuwis, G. Roy) – 3:40
4. "Langzamerhand" (G. Meeuwis, J. Roy, J. Rozenboom) – 3:59
5. "Eindelijk Vandaag" (R. de Leeuw, G. Meeuwis, J. Roy, J. Rozenboom) – 2:58
6. "Jij En Ik" (G. Meeuwis, J. Roy, J. Rozenboom) – 4:31
7. "Proosten" (G. Meeuwis, M. Meeuwis, J. Roy) – 3:47
8. "Neem Je Steeds Mijn Hart Weer Mee" (G. Meeuwis, V. Morrison) – 3:13
9. "Zal Ik Er Zijn" (R. de Leeuw, G. Meeuwis, J. Roy, J. Rozenboom) – 4:06
10. "Dichterbij" (G. Meeuwis, J. Roy, J. Rozenboom) – 3:00
11. "Genoten" (G. Meeuwis, J. Roy) – 3:32

## Hitnotering

### NederlandseAlbum Top 100
| Hitnotering: (Week 1 t/m 53) 22-09-2007 t/m 20-09-2008 Hitnotering: (Week 54) 06-12-2008 Hitnotering: (Week 55 t/m 61) 14-02-2009 t/m 28-03-2009 Hitnotering: (Week 62 t/m 63) 18-04-2009 t/m 25-04-2009 Hitnotering: (Week 64 t/m 77) 09-05-2009 t/m 08-08-2009 | Hitnotering: (Week 1 t/m 53) 22-09-2007 t/m 20-09-2008 Hitnotering: (Week 54) 06-12-2008 Hitnotering: (Week 55 t/m 61) 14-02-2009 t/m 28-03-2009 Hitnotering: (Week 62 t/m 63) 18-04-2009 t/m 25-04-2009 Hitnotering: (Week 64 t/m 77) 09-05-2009 t/m 08-08-2009 | Hitnotering: (Week 1 t/m 53) 22-09-2007 t/m 20-09-2008 Hitnotering: (Week 54) 06-12-2008 Hitnotering: (Week 55 t/m 61) 14-02-2009 t/m 28-03-2009 Hitnotering: (Week 62 t/m 63) 18-04-2009 t/m 25-04-2009 Hitnotering: (Week 64 t/m 77) 09-05-2009 t/m 08-08-2009 | Hitnotering: (Week 1 t/m 53) 22-09-2007 t/m 20-09-2008 Hitnotering: (Week 54) 06-12-2008 Hitnotering: (Week 55 t/m 61) 14-02-2009 t/m 28-03-2009 Hitnotering: (Week 62 t/m 63) 18-04-2009 t/m 25-04-2009 Hitnotering: (Week 64 t/m 77) 09-05-2009 t/m 08-08-2009 | Hitnotering: (Week 1 t/m 53) 22-09-2007 t/m 20-09-2008 Hitnotering: (Week 54) 06-12-2008 Hitnotering: (Week 55 t/m 61) 14-02-2009 t/m 28-03-2009 Hitnotering: (Week 62 t/m 63) 18-04-2009 t/m 25-04-2009 Hitnotering: (Week 64 t/m 77) 09-05-2009 t/m 08-08-2009 | Hitnotering: (Week 1 t/m 53) 22-09-2007 t/m 20-09-2008 Hitnotering: (Week 54) 06-12-2008 Hitnotering: (Week 55 t/m 61) 14-02-2009 t/m 28-03-2009 Hitnotering: (Week 62 t/m 63) 18-04-2009 t/m 25-04-2009 Hitnotering: (Week 64 t/m 77) 09-05-2009 t/m 08-08-2009 | Hitnotering: (Week 1 t/m 53) 22-09-2007 t/m 20-09-2008 Hitnotering: (Week 54) 06-12-2008 Hitnotering: (Week 55 t/m 61) 14-02-2009 t/m 28-03-2009 Hitnotering: (Week 62 t/m 63) 18-04-2009 t/m 25-04-2009 Hitnotering: (Week 64 t/m 77) 09-05-2009 t/m 08-08-2009 | Hitnotering: (Week 1 t/m 53) 22-09-2007 t/m 20-09-2008 Hitnotering: (Week 54) 06-12-2008 Hitnotering: (Week 55 t/m 61) 14-02-2009 t/m 28-03-2009 Hitnotering: (Week 62 t/m 63) 18-04-2009 t/m 25-04-2009 Hitnotering: (Week 64 t/m 77) 09-05-2009 t/m 08-08-2009 | Hitnotering: (Week 1 t/m 53) 22-09-2007 t/m 20-09-2008 Hitnotering: (Week 54) 06-12-2008 Hitnotering: (Week 55 t/m 61) 14-02-2009 t/m 28-03-2009 Hitnotering: (Week 62 t/m 63) 18-04-2009 t/m 25-04-2009 Hitnotering: (Week 64 t/m 77) 09-05-2009 t/m 08-08-2009 | Hitnotering: (Week 1 t/m 53) 22-09-2007 t/m 20-09-2008 Hitnotering: (Week 54) 06-12-2008 Hitnotering: (Week 55 t/m 61) 14-02-2009 t/m 28-03-2009 Hitnotering: (Week 62 t/m 63) 18-04-2009 t/m 25-04-2009 Hitnotering: (Week 64 t/m 77) 09-05-2009 t/m 08-08-2009 | Hitnotering: (Week 1 t/m 53) 22-09-2007 t/m 20-09-2008 Hitnotering: (Week 54) 06-12-2008 Hitnotering: (Week 55 t/m 61) 14-02-2009 t/m 28-03-2009 Hitnotering: (Week 62 t/m 63) 18-04-2009 t/m 25-04-2009 Hitnotering: (Week 64 t/m 77) 09-05-2009 t/m 08-08-2009 | Hitnotering: (Week 1 t/m 53) 22-09-2007 t/m 20-09-2008 Hitnotering: (Week 54) 06-12-2008 Hitnotering: (Week 55 t/m 61) 14-02-2009 t/m 28-03-2009 Hitnotering: (Week 62 t/m 63) 18-04-2009 t/m 25-04-2009 Hitnotering: (Week 64 t/m 77) 09-05-2009 t/m 08-08-2009 | Hitnotering: (Week 1 t/m 53) 22-09-2007 t/m 20-09-2008 Hitnotering: (Week 54) 06-12-2008 Hitnotering: (Week 55 t/m 61) 14-02-2009 t/m 28-03-2009 Hitnotering: (Week 62 t/m 63) 18-04-2009 t/m 25-04-2009 Hitnotering: (Week 64 t/m 77) 09-05-2009 t/m 08-08-2009 | Hitnotering: (Week 1 t/m 53) 22-09-2007 t/m 20-09-2008 Hitnotering: (Week 54) 06-12-2008 Hitnotering: (Week 55 t/m 61) 14-02-2009 t/m 28-03-2009 Hitnotering: (Week 62 t/m 63) 18-04-2009 t/m 25-04-2009 Hitnotering: (Week 64 t/m 77) 09-05-2009 t/m 08-08-2009 | Hitnotering: (Week 1 t/m 53) 22-09-2007 t/m 20-09-2008 Hitnotering: (Week 54) 06-12-2008 Hitnotering: (Week 55 t/m 61) 14-02-2009 t/m 28-03-2009 Hitnotering: (Week 62 t/m 63) 18-04-2009 t/m 25-04-2009 Hitnotering: (Week 64 t/m 77) 09-05-2009 t/m 08-08-2009 | Hitnotering: (Week 1 t/m 53) 22-09-2007 t/m 20-09-2008 Hitnotering: (Week 54) 06-12-2008 Hitnotering: (Week 55 t/m 61) 14-02-2009 t/m 28-03-2009 Hitnotering: (Week 62 t/m 63) 18-04-2009 t/m 25-04-2009 Hitnotering: (Week 64 t/m 77) 09-05-2009 t/m 08-08-2009 | Hitnotering: (Week 1 t/m 53) 22-09-2007 t/m 20-09-2008 Hitnotering: (Week 54) 06-12-2008 Hitnotering: (Week 55 t/m 61) 14-02-2009 t/m 28-03-2009 Hitnotering: (Week 62 t/m 63) 18-04-2009 t/m 25-04-2009 Hitnotering: (Week 64 t/m 77) 09-05-2009 t/m 08-08-2009 | Hitnotering: (Week 1 t/m 53) 22-09-2007 t/m 20-09-2008 Hitnotering: (Week 54) 06-12-2008 Hitnotering: (Week 55 t/m 61) 14-02-2009 t/m 28-03-2009 Hitnotering: (Week 62 t/m 63) 18-04-2009 t/m 25-04-2009 Hitnotering: (Week 64 t/m 77) 09-05-2009 t/m 08-08-2009 | Hitnotering: (Week 1 t/m 53) 22-09-2007 t/m 20-09-2008 Hitnotering: (Week 54) 06-12-2008 Hitnotering: (Week 55 t/m 61) 14-02-2009 t/m 28-03-2009 Hitnotering: (Week 62 t/m 63) 18-04-2009 t/m 25-04-2009 Hitnotering: (Week 64 t/m 77) 09-05-2009 t/m 08-08-2009 | Hitnotering: (Week 1 t/m 53) 22-09-2007 t/m 20-09-2008 Hitnotering: (Week 54) 06-12-2008 Hitnotering: (Week 55 t/m 61) 14-02-2009 t/m 28-03-2009 Hitnotering: (Week 62 t/m 63) 18-04-2009 t/m 25-04-2009 Hitnotering: (Week 64 t/m 77) 09-05-2009 t/m 08-08-2009 | Hitnotering: (Week 1 t/m 53) 22-09-2007 t/m 20-09-2008 Hitnotering: (Week 54) 06-12-2008 Hitnotering: (Week 55 t/m 61) 14-02-2009 t/m 28-03-2009 Hitnotering: (Week 62 t/m 63) 18-04-2009 t/m 25-04-2009 Hitnotering: (Week 64 t/m 77) 09-05-2009 t/m 08-08-2009 | Hitnotering: (Week 1 t/m 53) 22-09-2007 t/m 20-09-2008 Hitnotering: (Week 54) 06-12-2008 Hitnotering: (Week 55 t/m 61) 14-02-2009 t/m 28-03-2009 Hitnotering: (Week 62 t/m 63) 18-04-2009 t/m 25-04-2009 Hitnotering: (Week 64 t/m 77) 09-05-2009 t/m 08-08-2009 |
| Week | 1 | 2 | 3 | 4 | 5 | 6 | 7 | 8 | 9 | 10 | 11 | 12 | 13 | 14 | 15 | 16 | 17 | 18 | 19 | 20 | 21 |
| --- | --- | --- | --- | --- | --- | --- | --- | --- | --- | --- | --- | --- | --- | --- | --- | --- | --- | --- | --- | --- | --- |
| Nummer | 1 | 2 | 3 | 2 | 3 | 5 | 9 | 14 | 14 | 13 | 14 | 17 | 19 | 20 | 21 | 19 | 19 | 23 | 25 | 26 | 48 |
| Week | 22 | 23 | 24 | 25 | 26 | 27 | 28 | 29 | 30 | 31 | 32 | 33 | 34 | 35 | 36 | 37 | 38 | 39 | 40 | 41 | 42 |
| Nummer | 34 | 37 | 38 | 39 | 29 | 54 | 49 | 46 | 47 | 49 | 51 | 59 | 53 | 45 | 54 | 51 | 51 | 37 | 22 | 44 | 45 |
| Week | 43 | 44 | 45 | 46 | 47 | 48 | 49 | 50 | 51 | 52 | 53 | | 54 | | 55 | 56 | 57 | 58 | 59 | 60 | 61 |
| Nummer | 49 | 75 | 69 | 64 | 79 | 69 | 68 | 73 | 79 | 95 | 95 | uit | 98 | uit | 79 | 72 | 86 | 80 | 97 | 96 | 95 |
| Week | | 62 | 63 | | 64 | 65 | 66 | 67 | 68 | 69 | 70 | 71 | 72 | 73 | 74 | 75 | 76 | 77 | | | |
| Nummer | uit | 100 | 91 | uit | 57 | 51 | 50 | 59 | 96 | 70 | 89 | 90 | 86 | 65 | 87 | 93 | 90 | 96 | uit | | |